# Nawaf al-Temyat
Nawaf al-Temyat, né le 28 juin 1976, est un footballeur saoudien des années 1990 et 2000, aujourd'hui retraité. 
Il jouait au poste de milieu de terrain avec l'équipe d'Arabie saoudite et le club d'Al Hilal Riyad. 

## Carrière

### En club
- 1993-2008 : Al Hilal Riyad -  Arabie saoudite

### En équipe nationale
Al-Temyat participe à la Coupe du monde 1998, 2002, puis 2006 avec l'équipe d'Arabie saoudite. 

## Palmarès

### En Club
- Vainqueur de la Coupe d'Asie des clubs champions en 2000
- Vainqueur de la Coupe d'Asie des vainqueurs de coupe en 1997 et 2002
- Vainqueur de la Supercoupe d'Asie en 1997 et 2000
- Vainqueur de la Supercoupe arabe en 2001
- Vainqueur de la Coupe arabe des vainqueurs de coupes en 2000
- Champion d'Arabie saoudite en 1996, 1998, 2002, 2005 et 2008
- Vainqueur de la Coupe d'Arabie saoudite en 1995, 2000, 2003, 2005, 2006 et 2008

### En équipe nationale
- 58 sélections et 13 buts entre 1998 et 2006
- Finaliste de la Coupe d'Asie des nations en 2000

### Divers
- Élu Footballeur asiatique de l'année en 2000